# Ian McConnachie
Ian McConnachie (10 de enero de 1965) es un expiloto de motociclismo británico.

## Carrera
Su debut en el Mundial fue en la temporada 1983 en la categoría de 50. No pudo conseguri puntuar. Su primeros podios fue en la temporada 1985 cuando subió al cajón de los 80cc en el Gran Premio de San Marino.
En temporada 1986 obtuvo su primer y único triunfo. Fue el Gran Premio de Gran Bretaña, siendo el pilot más joven que consigue la victoria en este Gran Premio.
Su mejor año fue en la temporada 1987 cuando finalizó quinto en la claseificación general de 80cc. En 1988 fue piloto oficial de Cagiva para competir en 125cc con Pier Paolo Bianchi como compañero de equipo pero acaba en el puesto 28.º de la general.
Su última participación en el Mundial se registró en 1991 cuando, a bordo de una Honda, finalizó en 34.ª posición.

## Estadísticas
Sistema de puntuación desde 1969 hasta 1987:
| Posición | 1.º | 2.º | 3.º | 4.º | 5.º | 6.º | 7.º | 8.º | 9.º | 10.º |
| Puntos   | 15  | 12  | 10  | 8   | 6   | 5   | 4   | 3   | 2   | 1    |

Sistema de puntuación desde 1988 hasta 1991:
| Posición | 1.º | 2.º | 3.º | 4.º | 5.º | 6.º | 7.º | 8.º | 9.º | 10.º | 11.º | 12.º | 13.º | 14.º | 15.º |
| Puntos   | 20  | 17  | 15  | 13  | 11  | 10  | 9   | 8   | 7   | 6    | 5    | 4    | 3    | 2    | 1    |

| Año  | Clase | Equipo  | 1     | 2       | 3       | 4       | 5       | 6       | 7       | 8       | 9       | 10      | 11      | 12      | 13      | 14     | 15    | Pts | Pos  |
| ---- | ----- | ------- | ----- | ------- | ------- | ------- | ------- | ------- | ------- | ------- | ------- | ------- | ------- | ------- | ------- | ------ | ----- | --- | ---- |
| 1983 | 50cc  | Rudge   |       | FRA -   | NAT Ret | GER 23  | ESP 16  |         | YUG 19  | NED Ret |         |         |         | SMR 13  |         |        |       | 0   | -    |
| 1984 | 80cc  | Casal   |       | NAT -   | ESP -   | AUT -   | GER -   |         | YUG -   | NED -   | BEL -   |         |         | RSM 14  |         |        |       | 0   | -    |
| 1984 | 125cc | MBA     |       | NAT -   | ESP -   |         | GER -   | FRA -   | YUG -   | NED -   |         | GBR 21  | SWE -   | RSM -   |         |        |       | 0   | -    |
| 1985 | 80cc  | Krauser |       | ESP Ret | GER 4   | NAT 4   |         | YUG 8   | NED Ret |         | FRA 9   |         |         | RSM 2   |         |        |       | 33  | 6.º  |
| 1985 | 125cc | MBA     |       | ESP 21  | GER Ret | NAT -   | AUT -   |         | NED -   | BEL -   | FRA -   | GBR -   | SWE -   | RSM -   |         |        |       | 0   | -    |
| 1986 | 80cc  | Krauser | ESP 5 | NAT Ret | GER 3   | AUT 6   | YUG 3   | NED Ret |         |         | GBR 1   |         | RSM 7   | BDM Ret |         |        |       | 50  | 6.º  |
| 1987 | 80cc  | Krauser |       | ESP 7   | GER 4   | NAT Ret | AUT 5   | YUG 3   | NED 8   |         | GBR 2   |         | CZE 11  | RSM 3   | POR Ret |        |       | 53  | 5.º  |
| 1987 | 125cc | MBA     |       | ESP 21  | GER Ret | NAT -   | AUT -   |         | NED -   | FRA -   | GBR -   | SWE -   | CZE -   | RSM DNQ | POR -   | BRA -  | ARG - | 0   | -    |
| 1988 | 80cc  | Autisa  |       |         | ESP 10  | EXP 16  | NAT DNQ | GER DNQ |         | NED -   |         | YUG -   |         |         |         | CZE -  |       | 6   | 22.º |
| 1988 | 125cc | Cagiva  |       |         | ESP DNQ |         | NAT Ret | GER 10  | AUT Ret | NED Ret | BEL 25  | YUG Ret | FRA 16  | GBR 19  | SWE Ret | CZE 12 |       | 10  | 28.º |
| 1991 | 125cc | Honda   | JAP - | AUS -   |         | ESP 20  | ITA 11  | ALE 27  | AUT 24  | EUR Ret | NED Ret | FRA DNQ | GBR Ret | RSM DNQ | CHE 24  |        | MAL - | 5   | 34.º |

| Color     | Resultado                                                               |
| --------- | ----------------------------------------------------------------------- |
| Oro       | Ganador                                                                 |
| Plata     | 2.ª plaza                                                               |
| Bronce    | 3.ª plaza                                                               |
| Verde     | Finalizó en los puntos                                                  |
| Azul      | Finalizó sin puntos                                                     |
| Azul      | NC - No clasificado                                                     |
| Violeta   | Ret - No terminó (Carrera)                                              |
| Rojo      | DNQ - No se clasificó                                                   |
| Negro     | DSQ - Descalificado                                                     |
| Blanco    | DNS - No empezó (carrera)                                               |
| Blanco    | WD - Retirado (fin de semana)                                           |
| Blanco    | C - Carrera cancelada                                                   |
| Sin color | DNP - Inscrito pero no participó                                        |
| Sin color | INJ - Lesionado                                                         |
| Sin color | EX - Excluido                                                           |
| Estado    | Resultado                                                               |
| Negrita   | Pole position                                                           |
| Cursiva   | Vuelta rápida                                                           |
| †         | Abandona, pero clasifica al completar el porcentaje requerido para ello |